# Рубін Чорного принца
Рубін Чорного принца — насправді шпінель у формі намистини, що важить приблизно 170 каратів (34 г), розміром з куряче яйце. Нині встановлений в передній хрест Корони Британській імперії вище за алмаз Куллінан-II. Є одним з найбільш древніх історичних каменів Коштовностей Корони, перші відомості про який відносяться до середини XIV століття, коли він став належати британським королям.

## Шпінель
До останнього часу усі червоні коштовні камені згадувалися як «рубіни». Тільки відносно нещодавно, рідкісніша шпінель була класифікована від рубіна. Ці два коштовні камені можна відрізнити один від одного тільки по твердості і щільності, а саме що рубін трохи більше твердий і щільніший ніж шпінель. Ці два камені також відрізняються оптичними властивостями: рубін є дихроїчним, тоді як шпінель — заломлюючою.
Відмітно, що камінь просвердлений — для вставки в кулон. Нині отвір прикриває дрібний рубін.

## Історія

### Дон Педро Кастильський
Рубін Чорного принца виходить на «сцену історії» в середині XIV століття, у володіннях Абу Саїда, мавританського принца Гранади. В ті часи йшла Реконкіста — завоювання християнськими королівствами мусульманських держав на Піренейському півострові. У Кастилії правив король Педро I, також відомий історії як дон Педро Жорстокий. Саме йому особливо протистояв Абу Саїд. Але велика частина Гранади була захоплена і Абу Саїд вирішив здатися дону Педро на своїх умовах, для чого приїхав в Севілью. Відомий той факт, що дон Педро дуже жадав багатств Абу Саїда і під час їхньої зустрічі слуги дона Педро віроломно убили мавританського принца. Труп було обшукано і в складках одягу знайшли Рубін Чорного принца, який дон Педро забрав у свою скарбницю.
У 1366 році звідний брат дона Педро граф Енріке де Трастамара почав повстання проти нього у боротьбі за владу. Відчуваючи нестачу у військах і сили для пригнічення повстання дон Педро уклав союз з Едуардом Чорним Принцом. Повстання було успішно пригнічене і Чорний принц за свої послуги зажадав віддати йому рубін Абу Саїда. Дон Педро, що переніс тільки що громадянську війну, був не в змозі йому відмовити. Таким чином Рубін Чорного принца потрапив в Англію.

### Військова прикраса
Під час військової кампанії англійських військ у Франції Генріх V носив шолом прикрашений коштовними каменями, серед яких виділявся Рубін Чорного принца. 25 жовтня 1415 року, в битві при Азенкурі Генріх V отримав удар по голові від французького герцога Алансонського, при цьому Генріх трохи не втратив не лише шолом, але і життя. Битва при Азенкурі була виграна і Генріх V, зберіг не лише життя, але і дорогоцінний шолом разом з Рубіном Чорного принца. Річард III, як відомо, теж носив Рубін Чорного принца на своєму шоломі при битві на Босвортскому полі (1485), де він і загинув.

### Коштовний камінь Корони

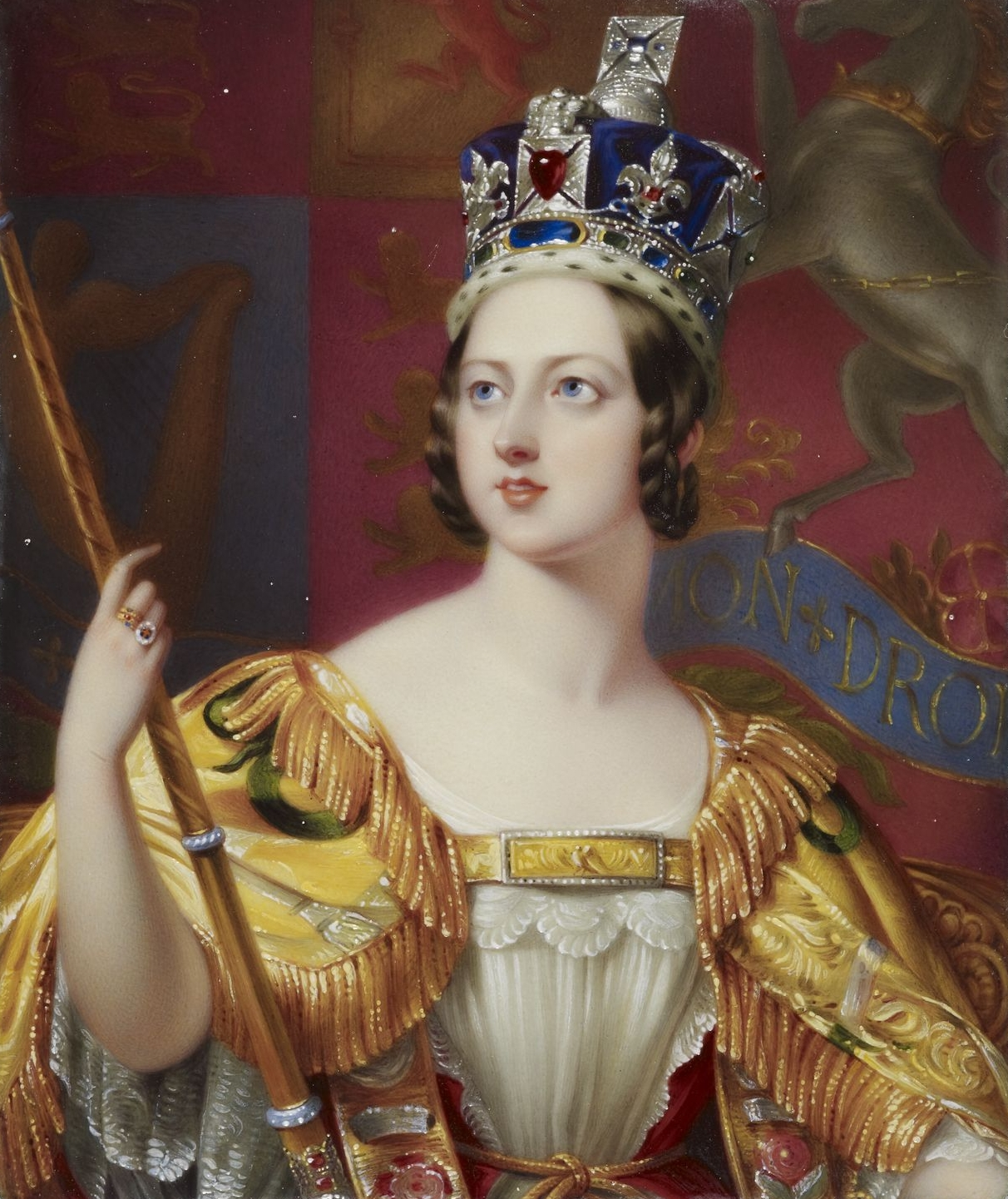
Джордж Хейтер Портрет королеви Вікторії, 1838 р. (фрагмент).
Королева зображена в Короні Британської імперії, що містить 3093 коштовні камені, у тому числі Рубін Чорного Принца в передній частині.

В середині XVI століття за розпорядженням Якова I рубін Чорного принца було вставлено в королівську корону, де він залишався аж до часів Олівера Кромвеля. Після Англійської революції Олівер Кромвель наказав демонтувати усі королівські регалії (окрім коронаційного трону), коштовні камені продати, а золото віддати на переплавку для карбування монети. Рубін Чорного принца був проданий лондонському ювелірові, який перепродав його назад королеві Карлу II, коли в 1660 році монархію у Британії було відновлено.